# Grande icosidodecaedro troncato
In geometria, il grande icosidodecaedro troncato è un poliedro stellato uniforme avente 54 facce - 30 quadrate, 20 esagonali e 12 a forma di decagramma - 180 spigoli e 120 vertici.

## Coordinate cartesiane
Le coordinate cartesiane per i vertici del grande icosidodecaedro troncato sono date da tutte le permutazioni pari di:
{\displaystyle \left(\,\pm \varphi ,\,\pm \varphi ,\,\pm (3-\varphi ^{-1})\,\right)}
{\displaystyle \left(\,\pm 2\varphi ,\,\pm \varphi ^{-1},\,\pm \varphi ^{-3}\,\right)}
{\displaystyle \left(\,\pm \varphi ,\,\pm \varphi ^{-2},\,\pm (1+3\varphi ^{-1})\,\right)}
{\displaystyle \left(\,\pm {\sqrt {5}},\,\pm 2\,\pm {\sqrt {5}}\varphi ^{-1}\,\right)}
{\displaystyle \left(\,\pm \varphi ^{-1},\,\pm 3\,\pm 2\varphi ^{-1}\,\right)}
dove {\displaystyle \varphi ={\tfrac {1+{\sqrt {5}}}{2}}} è la sezione aurea.

## Inviluppo convesso
L'inviluppo convesso del grande icosidodecaedro troncato, spesso indicato con il simbolo U68, è un icosidodecaedro troncato non uniforme.
| Icosidodecaedro troncato | Inviluppo convesso | Grande icosidodecaedro troncato |

## Poliedri correlati

### Grande disdiacistricontaedro
Il grande disdiacistricontaedro è un poliedro stellato isoedro, nonché il duale del grande icosidodecaedro troncato, avente per facce 120 triangoli scaleni.
Dato un grande icosidodecaedro troncato di spigolo pari a 1, immaginando il grande disdiacistricontaedro come composto da 120 facce intersecanti a forma di triangolo scaleno, come riportato nella figura sottostante, di cui solo una parte visibile all'esterno del solido, le facce risultanti hanno angoli di ampiezza pari a {\displaystyle \arccos \left({\tfrac {1}{6}}+{\tfrac {1}{15}}{\sqrt {5}}\right)\approx 71,594\,636\,220\,88^{\circ }}, {\displaystyle \arccos \left({\tfrac {3}{4}}+{\tfrac {1}{10}}{\sqrt {5}}\right)\approx 13,192\,999\,040\,74^{\circ }} e {\displaystyle \arccos \left({\tfrac {3}{8}}-{\tfrac {5}{24}}{\sqrt {5}}\right)\approx 95,212\,364\,738\,38^{\circ }}.